# Азізлі Ельденіз Ємен-огли
Ельденіз Ємен-огли Азізлі (азерб. Eldəniz Yəmən oğlu Əzizli; нар. 20 квітня 1992) — азербайджанський борець греко-римського стилю, чотириразовий чемпіон та дворазовий бронзовий призер чемпіонатів світу, дворазовий чемпіон, срібний та триразовий бронзовий призер чемпіонатів Європи серед дорослих, бронзовий призер Універсіади, переможець, срібний та бронзовий призер Кубків світу.
Боротьбою займається з 2000 року. Двічі, у 2010 та 2012 вигравав першість світу серед юніорів, один раз, у 2011 був на юніорському чемпіонаті світу третім. Бронзовий призер чемпіонату Європи у віковій категорії до 23 років (2015). Дворазовий чемпіон Європи серед юніорів (2010, 2011). Триразовий чемпіон Європи серед кадетів (2007, 2008, 2009).

## Спортивні результати на міжнародних змаганнях

### Виступи на Чемпіонатах світу
| Змагання                        | Збірна      | Вагова категорія                 | Місце  |
| ------------------------------- | ----------- | -------------------------------- | ------ |
| Чемпіонат світу з боротьби 2018 | Азербайджан | греко-римська боротьба, до 55 кг | Золото |
| Чемпіонат світу з боротьби 2019 | Азербайджан | греко-римська боротьба, до 55 кг | Бронза |
| Чемпіонат світу з боротьби 2021 | Азербайджан | греко-римська боротьба, до 55 кг | Бронза |
| Чемпіонат світу з боротьби 2022 | Азербайджан | греко-римська боротьба, до 55 кг | Золото |
| Чемпіонат світу з боротьби 2023 | Азербайджан | греко-римська боротьба, до 55 кг | Золото |
| Чемпіонат світу з боротьби 2024 | Азербайджан | греко-римська боротьба, до 55 кг | Золото |

### Виступи на Чемпіонатах Європи
| Змагання                         | Збірна      | Вагова категорія                 | Місце  |
| -------------------------------- | ----------- | -------------------------------- | ------ |
| Чемпіонат Європи з боротьби 2011 | Азербайджан | греко-римська боротьба, до 55 кг | Бронза |
| Чемпіонат Європи з боротьби 2018 | Азербайджан | греко-римська боротьба, до 55 кг | Золото |
| Чемпіонат Європи з боротьби 2019 | Азербайджан | греко-римська боротьба, до 55 кг | Бронза |
| Чемпіонат Європи з боротьби 2020 | Азербайджан | греко-римська боротьба, до 55 кг | Бронза |
| Чемпіонат Європи з боротьби 2021 | Азербайджан | греко-римська боротьба, до 55 кг | Бронза |
| Чемпіонат Європи з боротьби 2022 | Азербайджан | греко-римська боротьба, до 55 кг | Золото |
| Чемпіонат Європи з боротьби 2023 | Азербайджан | греко-римська боротьба, до 55 кг | Срібло |

### Виступи на Кубках світу
| Змагання                    | Збірна      | Вагова категорія                 | Місце  |
| --------------------------- | ----------- | -------------------------------- | ------ |
| Кубок світу з боротьби 2011 | Азербайджан | греко-римська боротьба, до 55 кг | 6      |
| Кубок світу з боротьби 2013 | Азербайджан | греко-римська боротьба, до 55 кг | Золото |
| Кубок світу з боротьби 2020 | Азербайджан | греко-римська боротьба, до 55 кг | Бронза |
| Кубок світу з боротьби 2022 | Азербайджан | команда                          | Срібло |

### Виступи на Універсіадах
| Змагання               | Збірна      | Вагова категорія                 | Місце  |
| ---------------------- | ----------- | -------------------------------- | ------ |
| Літня Універсіада 2013 | Азербайджан | греко-римська боротьба, до 55 кг | Бронза |

### Виступи на Іграх ісламської солідарності
| Змагання                          | Збірна      | Вагова категорія                 | Місце  |
| --------------------------------- | ----------- | -------------------------------- | ------ |
| Ігри ісламської солідарності 2022 | Азербайджан | греко-римська боротьба, до 55 кг | Золото |

### Виступи на інших змаганнях
| Змагання                                       | Збірна      | Вагова категорія                 | Місце  |
| ---------------------------------------------- | ----------- | -------------------------------- | ------ |
| Турнір Вехбі Емре 2011                         | Азербайджан | греко-римська боротьба, до 55 кг | Срібло |
| Золотий Гран-прі з боротьби 2011 (Баку)        | Азербайджан | греко-римська боротьба, до 55 кг | Бронза |
| Вогні Москви 2011                              | Азербайджан | греко-римська боротьба, до 55 кг | Срібло |
| Золотий Гран-прі з боротьби 2012 (Стамбул)     | Азербайджан | греко-римська боротьба, до 55 кг | 14     |
| Меморіал Олега Караваєва 2012                  | Азербайджан | греко-римська боротьба, до 55 кг | Золото |
| Вогні Москви 2013                              | Азербайджан | греко-римська боротьба, до 55 кг | 5      |
| Золотий Гран-прі з боротьби 2013 (Баку)        | Азербайджан | греко-римська боротьба, до 55 кг | Бронза |
| Турнір Вехбі Емре 2014                         | Азербайджан | греко-римська боротьба, до 59 кг | 30     |
| Золотий Гран-прі з боротьби 2015               | Азербайджан | греко-римська боротьба, до 59 кг | Бронза |
| Київський Міжнародний турнір з боротьби 2018   | Азербайджан | греко-римська боротьба, до 55 кг | Золото |
| Турнір Вехбі Емре і Гаміта Каплана 2018        | Азербайджан | греко-римська боротьба, до 60 кг | 10     |
| Меморіал Олега Караваєва 2018                  | Азербайджан | греко-римська боротьба, до 60 кг | 5      |
| Клубний чемпіонат світу з боротьби 2018        | Азербайджан | команда                          | Золото |
| Меморіал Іона Корнеану і Ладислава Сімона 2019 | Азербайджан | греко-римська боротьба, до 60 кг | 5      |
| Клубний чемпіонат світу з боротьби 2019        | Азербайджан | команда                          | Золото |
| Турнір Вехбі Емре і Гаміта Каплана 2022        | Азербайджан | греко-римська боротьба, до 60 кг | 5      |
| Меморіал Маттео Пелліконе 2022                 | Азербайджан | греко-римська боротьба, до 60 кг | Срібло |
| Меморіал Імре Поляка та Яноша Варги 2024       | Азербайджан | греко-римська боротьба, до 55 кг | Золото |
| Відкритий чемпіонат Загреба з боротьби 2025    | Азербайджан | греко-римська боротьба, до 60 кг | 10     |

### Виступи на змаганнях молодших вікових груп
| Змагання                                       | Збірна      | Вагова категорія                 | Місце  |
| ---------------------------------------------- | ----------- | -------------------------------- | ------ |
| Чемпіонат Європи з боротьби серед кадетів 2007 | Азербайджан | греко-римська боротьба, до 42 кг | Золото |
| Чемпіонат Європи з боротьби серед кадетів 2008 | Азербайджан | греко-римська боротьба, до 46 кг | Золото |
| Чемпіонат Європи з боротьби серед кадетів 2009 | Азербайджан | греко-римська боротьба, до 50 кг | Золото |
| Чемпіонат Європи з боротьби серед юніорів 2010 | Азербайджан | греко-римська боротьба, до 50 кг | Золото |
| Чемпіонат світу з боротьби серед юніорів 2010  | Азербайджан | греко-римська боротьба, до 50 кг | Золото |
| Чемпіонат Європи з боротьби серед юніорів 2011 | Азербайджан | греко-римська боротьба, до 55 кг | Золото |
| Чемпіонат світу з боротьби серед юніорів 2011  | Азербайджан | греко-римська боротьба, до 55 кг | Бронза |
| Чемпіонат світу з боротьби серед юніорів 2012  | Азербайджан | греко-римська боротьба, до 55 кг | Золото |
| Чемпіонат Європи з боротьби до 23 років 2015   | Азербайджан | греко-римська боротьба, до 59 кг | Бронза |